# Eclipse lunar de 18 de novembro de 1994
| Eclipse Lunar Penumbral 18 de novembro de 1994 | Eclipse Lunar Penumbral 18 de novembro de 1994 |
| --- | ---------------------------------------------- |
| A Lua cruza a metade sul da zona de penumbra da Terra, de oeste para leste (da direita para a esquerda), com o disco lunar um pouco menos brilhante e seu trecho norte levemente escurecido. |                                                |
| Gamma | -1,1047                                        |
| Saros (e membro) | 145 (10 de 71)                                 |
| Sequência de eclipses lunares |                                                |
| Anterior | 25 de maio de 1994                             |
| Próximo | 15 de abril de 1995                            |
| Duração (hr:mn:sc) |                                                |
| Penumbral | 4:31:36                                        |
| Fases e Horários do Eclipse (UTC) |                                                |
| P1 | 4:28:04                                        |
| Máximo | 6:43:53                                        |
| P4 | 8:59:41                                        |

O eclipse lunar de 18 de novembro de 1994 foi um eclipse penumbral, o segundo e último de dois eclipses do ano, e único como penumbral. Teve magnitude penumbral de 0,8815 e umbral de -0,2189. Teve duração total de aproximadamente 271 minutos.
A Lua cruzou a metade sul da zona penumbral da Terra, em nodo descendente, dentro da constelação de Touro.
Durante o momento máximo do eclipse, a faixa de penumbra da Terra cobriu grande parte do disco lunar, em cerca de 85% da superfície, fazendo com que a Lua perdesse gradualmente seu brilho normal, além de escurecer levemente o extremo norte lunar, o qual estava voltada para a região da umbra terrestre. Somente uma pequena parte do sul da Lua ficou de fora da área eclipsada.

## Série Saros
Eclipse pertencente ao ciclo lunar Saros de série 145, sendo este de número 10, com total de 71 eclipses da série. O último eclipse foi o eclipse penumbral de 6 de novembro de 1976, e o próximo será com o eclipse penumbral de 28 de novembro de 2012.

## Visibilidade
Foi visível sobre as Américas, no Pacífico, Atlântico, Ártico, Europa, noroeste da África e no extremo leste da Ásia.
| Região do planeta onde o eclipse foi visível durante o máximo do fenômeno - 6:44 UTC. O litoral sul do México, no Oceano Pacífico, obteve a melhor observação do meio do eclipse, de onde foi visível à meia-noite. |
| Mapa de visibilidade do eclipse |